# Мань-Хулпъя
Мань-Хулпъя (устар. Мань-Хулп-Я) — река в Берёзовском районе Ханты-Мансийского автономного округа. Устье реки находится на 67-м км левого берега реки Сысконсынгъя. Длина реки составляет 10 км.

## Данные водного реестра
По данным государственного водного реестра России относится к Нижнеобскому бассейновому округу, водохозяйственный участок реки — Северная Сосьва, речной подбассейн реки — Северная Сосьва. Речной бассейн реки — (Нижняя) Обь от впадения Иртыша.